# Damba
Damba è una municipalità dell'Angola appartenente alla provincia di Uíge. Ha 131.525 abitanti (stima del 2006).
Il capoluogo è Damba.